# الدراعة (لباس)
الدراعة أو الكندورة أو الكساء هي أسماء لرداء واسع الأكمام يرتديه الرجال في كثير من مناطق غرب إفريقيا، وربما في شمال إفريقيا.